# برهمه‌ویهارا
برهمه‌ویهارا (四無量心) (brahmavihārā) در بودیسم به معنای «اقامتگاه‌های برهما» یا «فضایل والا» است و به چهار حالت ذهنی و اخلاقی اشاره دارد که برای کسب روشن‌بینی و زندگی سعادتمندانه ضروری هستند. این چهار فضیلت عبارتند از:
- مِتا (Metta): به معنای مهربانی، دوستی و نیک‌خواهی نسبت به همه موجودات است. مِتا شامل تمایل به شادی و رفاه دیگران و رهایی آنها از رنج است.
- کارونا (Karuna): به معنای شفقت و همدردی با موجوداتی است که دچار رنج و مشکلات هستند. کارونا شامل تمایل به کاهش رنج دیگران و کمک به آنها برای غلبه بر مشکلاتشان است.
- مودیتا (Mudita): به معنای شادی همدلانه است، یعنی شادی کردن از شادی و موفقیت دیگران بدون هیچ گونه حسادت یا رقابت. مودیتا شامل توانایی لذت بردن از خوشبختی دیگران گویی که خوشبختی خود ما است.
- اُپِکشا (Upeksha): به معنای تعادل و آرامش ذهنی است، یعنی حفظ آرامش و بی‌طرفی در برابر وقایع و شرایط مختلف زندگی. اُپِکشا شامل رها کردن وابستگی‌ها و تعصبات و نگاه کردن به همه موجودات با چشمی عادلانه و بی‌طرفانه است.

در بودیسم، تمرین برهماویهارا به عنوان راهی برای تزکیه ذهن و رشد معنوی در نظر گرفته می‌شود. با پرورش این چهار فضیلت، فرد می‌تواند به آرامش درونی، شادی و روشن‌بینی دست یابد و به یک انسان بهتر و مهربان‌تر تبدیل شود.